# Árabe sanani
O árabe sanani (em árabe: اللهجة الصنعانية) é uma das quatro principais variantes dialetais árabes do Iêmen. Pertencente ao ramo do árabe peninsular, é a variante falada na capital Saná e em províncias em seu entorno no norte e no centro do país.
Embora não possua status oficial de língua oficial, posição esta reservada ao árabe moderno padrão no Iêmen, o árabe sanani possui vocabulário próprio e fonologia distinta dos dialetos iemenitas hadhrami, taizzi-adeni e tihami. Por exemplo, o sanani distingue-se desses tr6es pelo uso do som [ɡ] no lugar do árabe clássico /q/ (ق 'qāf' ), bem como pela preservação da pronúncia palatina clássica árabe de /ɟ/ (ج 'ǧim '). O vocabulário sanani também é muito distinto e conservador. O verbo clássico sāra, yasīr é retido com o significado de "ir" (semelhante ao marroquino).